# Testabilidade
A Testabilidade examina as diferentes probabilidades e características comportamentais que levam o código a falhar se alguma coisa estiver incorreta.
Capacidade de ser testado.